# 若杉遥
若杉 遥（わかすぎ はるか、1995年8月23日 - ）は、日本の元女子ゴールボール選手。ゴールボール女子日本代表。クラスは視覚障害カテゴリーB1。所属チームは国リハLadiesチームむさしずく。

## 人物
東京都青梅市出身。青梅市立第一中学校在学時に線維性骨異形成症を発症、八王子盲学校に転校しゴールボールを始める。筑波大学附属視覚特別支援学校を経て、2018年に立教大学社会学部を卒業、ALSOKに入社した。
2022年5月31日、現役引退を発表。
2022年10月からはブラインドサッカー女子日本代表強化指定選手として活動。

## 主な戦績
筑波大学附属視覚特別支援学校在学中に出場した2011年のゴールボール日本選手権で3位となる。2012年のロンドンパラリンピックには、日本選手団最年少の17歳で代表に選ばれ、金メダルを獲得した。2016年のリオデジャネイロパラリンピックにも出場し、5位に入賞した。2017年8月のジャンパラ競技大会(千葉県）、2018年アジアパラ競技大会（ジャカルタ）にそれぞれ優勝、2019年9月のジャパンパラ競技大会（千葉県）は、決勝でアメリカに敗れ2位となった。

## 受賞
- 文京区スポーツ功労表彰（2012年）[12]
- 青梅市スポーツ賞（2016年）[13]
- 豊島区スポーツ栄誉賞（2017年）[14]